# Zaberizkî, Kozova
Zaberizkî (în ucraineană Заберізки) este un sat în comuna Koniuhî din raionul Kozova, regiunea Ternopil, Ucraina.

## Demografie
Componența lingvistică a localității Zaberizkî
     Ucraineană (100%)
Conform recensământului din 2001, toată populația localității Zaberizkî era vorbitoare de ucraineană (100%).